# Waubay (Dakota del Sur)
Waubay es una ciudad ubicada en el condado de Day en el estado estadounidense de Dakota del Sur. En el Censo de 2010 tenía una población de 576 habitantes y una densidad poblacional de 152,85 personas por km².

## Geografía
Waubay se encuentra ubicada en las coordenadas 45°20′4″N 97°18′20″O / 45.33444, -97.30556. Según la Oficina del Censo de los Estados Unidos, Waubay tiene una superficie total de 3.77 km², de la cual 3.77 km² corresponden a tierra firme y (0%) 0 km² es agua.

## Demografía
Según el censo de 2010, había 576 personas residiendo en Waubay. La densidad de población era de 152,85 hab./km². De los 576 habitantes, Waubay estaba compuesto por el 59.9% blancos, el 0% eran afroamericanos, el 36.46% eran amerindios, el 0.35% eran asiáticos, el 0% eran isleños del Pacífico, el 0% eran de otras razas y el 3.3% pertenecían a dos o más razas. Del total de la población el 2.26% eran hispanos o latinos de cualquier raza.